# 笑福亭松鶴 (5代目)
5代目 笑福亭 松鶴（しょうふくてい しょかく、1884年9月5日 - 1950年7月22日）は、上方噺家。大阪市出身。本名は竹内 梅之助。妻は6代目林家正楽の娘。次男は6代目笑福亭松鶴。

五枚笹は、笑福亭一門の定絞である。

## 来歴

### 生い立ち〜天狗連時代
生家は代々「大虎」という屋号の大工であった。父が2代目桂文三と親交があったために16歳の時に素人連（浪花落語三枝連）で芦廼家梅咲（時に四季亭）を名乗り頭目となる。このころには後に楽語荘で親しくなる四季亭可遊がいた。

### 4代目松鶴への入門〜枝鶴の襲名
1904年11月3日、当時枝鶴といった4代目笑福亭松鶴に入門、2代目にあたる光鶴を名乗る。1年間の出征の後、1906年に三友派の拠点「第三此花館」で初高座。後、三友派を離れ、壽々会の創立に参加、解散後は神戸などを転々とする。
神戸にいたころ、当日やる予定だったネタを前座が先に演じてしまったため、6代目林家正楽に『高津の富』を出稽古で教わることになる、その時に正楽の娘と駆け落ちし、長女が誕生する。その2年後に次男が誕生する。
帰阪後は新桂派を経て三友派に復帰。1918年11月、2代目笑福亭枝鶴を襲名。

### 5代目松鶴を襲名、上方落語の復興
1921年の花月派（吉本興業）と反対派の合体、そして翌年の三友派との合体で吉本入り。1935年3月、4代目松鶴から生前贈与を受ける形で5代目笑福亭松鶴を襲名。4代目松鶴は「笑福亭松翁」を名乗る。キタの花月倶楽部やミナミの南地花月にて襲名口演を披露する。口上には4代目松鶴、2代目桂三木助、2代目林家染丸らが並んだ。
しかし、このころから吉本は漫才に力を入れ始め、上方落語を軽視し始める。松鶴は、1936年4月1日に私財をなげうって『上方はなし』を創刊。1937年には、遂に吉本興業を離脱。2代目桂米之助らとともに、上方落語の復興を模索し始める。その後、大阪市東成区大今里片江の自宅を「楽語荘」と名付け、若手の育成に力を入れる。なお、『上方はなし』は1940年4月、49号を最後に資金不足、紙不足などの理由で廃刊。
その他にも1937年9月には京都・大阪で『上方はなしを聴く会』を開いたり落語をやれる場所があればどこでも駆け付けた。1943年3月吉本の高座に復帰するが、戦争の空襲で大阪が焦土と化した。

### 戦後、晩年
戦後も、終戦の年にいち早く「楽語荘」の再開や上方落語の会を四天王寺本坊で開催。1947年3月、文楽座での興行の成功や、9月の戎橋松竹開館など、上方演芸の復興にかかわった。しかし戎橋松竹では番組編成に影響力を持っていた丹波家九里丸との間に確執が生じ、九里丸は「松鶴の羽振りがいいのは支配人と結託しているからではないか」と持ちかけた2代目桂春団治と組んで松鶴排斥を画策し、1948年3月に京都に「富貴」が開場したのを機に九里丸や春団治らは戎橋松竹を脱退して浪花新生三友派を結成した。この際、浪花新生三友派に加わった4代目桂文枝の弟子・桂あやめ（のちの5代目桂文枝）は、松鶴について勉強したいと申し出て、文枝と松鶴が相談した結果、浪花新生三友派には加わらずに戎橋松竹に残った。浪花新生三友派はその後、トラブルにより参加した芸人が少しずつ戎橋松竹に戻り、若手落語家の集まり「さえずり会」の働きかけもあって1949年4月に和解に至り、両派が合同した関西演芸協会が設立された。関西演芸協会で松鶴は副会長に就任した。
1950年4月、戎橋松竹での初代桂春団治追善興行兼2代目桂福団治襲名披露において口上を述べたが、すでに病魔に侵されていて舌がもつれ「うちの光鶴（のちの6代目松鶴）が、枝鶴になるとき誰が口上を言うてくれんねやろ。」と涙ぐんだ。息子の光鶴はヒロポン中毒となっていた。ほどなく病床につき、松鶴は東京から見舞いに来た桂小文治に光鶴の面倒を頼んでいる。同年7月22日に死去。享年67（満65歳没）。息子の6代目松鶴の話では、臨終の床で得意ネタの『天王寺詣り』を語り出し、松鶴一門に伝わる大事なネタを稽古するつもりであったという。末期の水では、好きな酒を脱脂綿に含んで口に含ませるとチューチュー吸出し、頬に赤みが刺したという。
辞世は「煩悩を振り分けにして西の旅」、法名は、松鶴院釋悟楽。墓所は大阪市天王寺区上本町9丁目の壽法寺（別名・紅葉寺）。
現在「楽語荘」は「平成楽語荘」と題して上方落語協会が当時の5代目松鶴の意志を受け継ぎ古い史料の収集などを目的などで開室されている。

## 芸風
得意ネタは笑福亭お家芸を中心に『天王寺詣り』『三十石』『植木屋娘』『くっしゃみ講釈』『尻餅』『次の御用日』『宿屋仇』『土橋萬歳』『千両蜜柑』等。
なお、SPレコードには『地獄八景亡者戯』を、演題『弥次喜多地獄の旅』として2枚残している。ピアノなどを効果音として使っており、当時から斬新なアイデアマンであったことが偲ばれる。その他にも後世の保存目的で多くのレコードを残している。
小道具を大事にする落語家としても有名で、寄席を梯子していたころは、一切弟子に小道具（膝隠しなど）を持たさずに、自ら運んでいた。この他にも物持ちはよく、戦前の吉本興業の主な寄席の出番表など、今や吉本興業本社にすら残っていない戦前の上方お笑い界に関する貴重な資料を後世に残している。その一つに初代桂文我の文我出席控がある。

## 人物

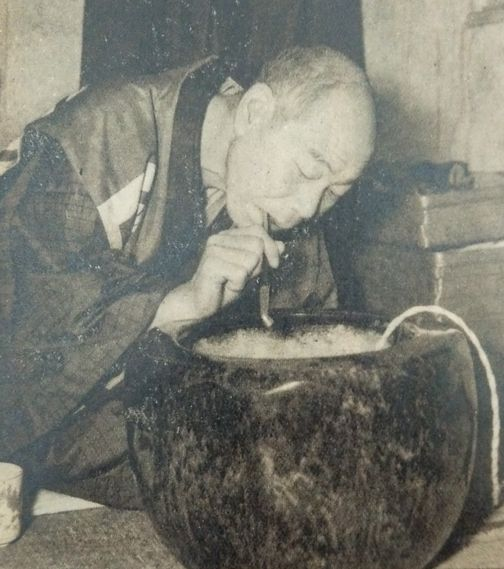
1949年

普段は決して威張らない人柄だった。漫才の横山エンタツ・花菱アチャコが出演したとき、落語家たちはやっかみもあって、楽屋で冷淡な態度を取り続けた。隅っこで小さくなっている二人に「なあ、寒いやろ。そんなとこ座ってんとこっち来て火鉢に当ンなはれ。」と声をかけたのが松鶴であった。

## 楽語荘の同人
- 2代目笑福亭福圓
- 2代目笑福亭福松
- 初代桂春輔
- 6代目笑福亭松鶴
- 3代目笑福亭枝鶴

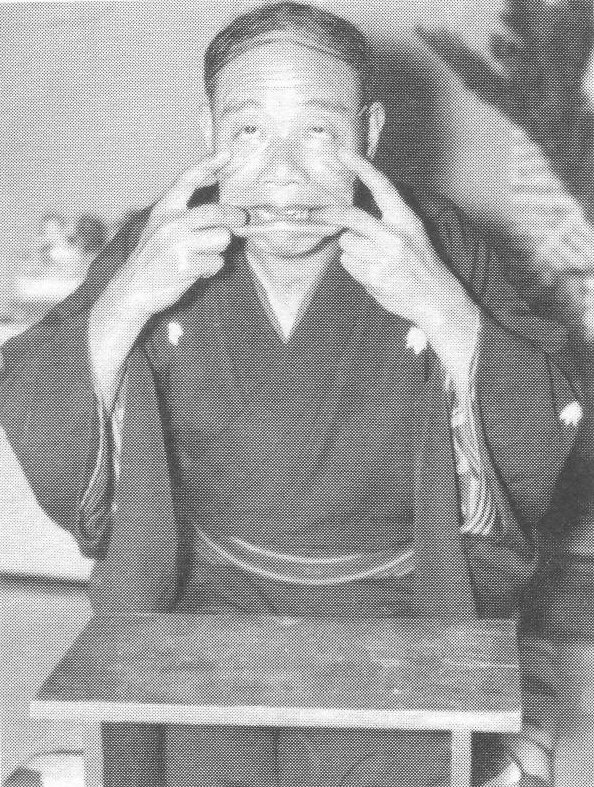
化け物「カモカ」の顔を披露（1936年）

- 橘ノ圓都 - この楽語荘を立ち上げをきっかけに落語家に復帰。
- 笑福亭圓歌
- 4代目笑福亭松竹
- 3代目桂米團治
- 2代目桂米之助（後の4代目桂米團治）
- 三遊亭志ん蔵
- 笑福亭鶴蔵
- 笑福亭小枝鶴
- 初代桂花團治
- 2代目桂花團治
- 上方2代目三笑亭芝楽
- 橘家圓坊
- 桂三八
- 初代桂南天
- 2代目桂談枝
- 桂小米喬（後の俳優の曾我廼家満月）
- 2代目林家染之助
- 2代目林家染三

## 弟子
弟子に関しては「来る者拒まず、去る者追わず」の精神で多くの弟子を受け入れた。この教えは6代目が受け継ぎ、多くの弟子を育てた。以下は一般的に知られている弟子のみ掲載。
- 6代目笑福亭松鶴
- 2代目笑福亭松之助

### 移籍
- 2代目桂あやめ - 4代目桂文枝からの預かり弟子

### 廃業
- 笑福亭鶴二 - 後に下座として寄席囃子の保存継承に力を尽くした。
- 笑福亭小つる - 孫（娘の子）
- 笑福亭松枝
- 笑福亭松朝（1920年11月12日 - 2018年12月） - 1940年2月に芸名なしで4代目桂米團治に入門。復員後1948年11月に5代目松鶴の門下で「松朝」を名乗った。6代目松鶴（当時は4代目光鶴）、3代目桂米朝、3代目桂春団治（当時は桂小春）、5代目桂文枝（当時は2代目桂あやめ）らと若手勉強会「さえずり会」を結成。その後家業を継ぐために廃業した。4代目桂文我による聞き書き本『笑福亭松朝の上方演芸百年噺』（燃焼社、2019年）がある[4]。本名は阪本俊夫[4][5][6]。